# Phúc Miên
Phúc Miên (tiếng Trung: 福绵区; bính âm: Fúmián Qu) là một quận của địa cấp thị Ngọc Lâm, khu tự trị dân tộc Choang Quảng Tây, Trung Quốc. Quận này nằm ở phía tây của địa cấp thị và được thành lập vào năm 1997. Phúc Miên có tổng diện tích 787 km², tổng nhân khẩu khoảng 350.000 người. Năm 2004, tổng sản phẩm quốc nội của quận là 1,44 triệu Nhân dân tệ.。
Phúc Miên được chia thành 6 trấn:
- Phúc Miên trấn (福绵镇)
- Thành Quân trấn (成均镇)
- Chương Mộc trấn (樟木镇)
- Tân Kiều trấn (新桥镇)
- Sa Điền trấn (沙田镇)
- Thạch Hòa trấn (石和镇)